# Сованьи
Сованьи́ (фр. Sauvagny) — коммуна во Франции, находится в регионе Овернь. Департамент коммуны — Алье. Входит в состав кантона Эриссон. Округ коммуны — Монлюсон.
Код INSEE коммуны — 03269.

## Население
Население коммуны на 2008 год составляло 93 человека.
| 1962 | 1968 | 1975 | 1982 | 1990 | 1999 | 2008 |
| ---- | ---- | ---- | ---- | ---- | ---- | ---- |
| 131  | 179  | 159  | 155  | 123  | 99   | 93   |

## Экономика
В 2007 году среди 56 человек в трудоспособном возрасте (15—64 лет) 44 были экономически активными, 12 — неактивными (показатель активности — 78,6 %, в 1999 году было 79,7 %). Из 44 активных работали 44 человека (23 мужчины и 21 женщина), безработных не было. Среди 12 неактивных 7 человек были учащимися или студентами, 5 — пенсионерами.

## Достопримечательности
- Замок Ла-Варен.
- Церковь Сен-Жермен-д’Осер, построена тамплиерами в XI веке. Исторический памятник с 1930 года. Во время революции была продана, и до сих пор остаётся в частной собственности.
- Старое кладбище на северной стороне церкви.